# Anathetis melanofascia
Anathetis melanofascia là một loài bướm đêm trong họ Noctuidae.